# Нассау (замок)
Нассау (нем. Burg Nassau) — средневековый замок около города Нассау. Расположен на высоте 215,4 метров над уровнем моря. Крепость занимает вершину скалистого 120-метрового холма, поднимающегося на 120 метров над долиной реки Лан в районе Рейн-Лан в земле Рейнланд-Пфальц, Германия. Замок много веков принадлежал дому Нассау, представители которого правят Нидерландами и Люксембургом, однако в настоящее время находится в муниципальной собственности.

## История

### Ранний период

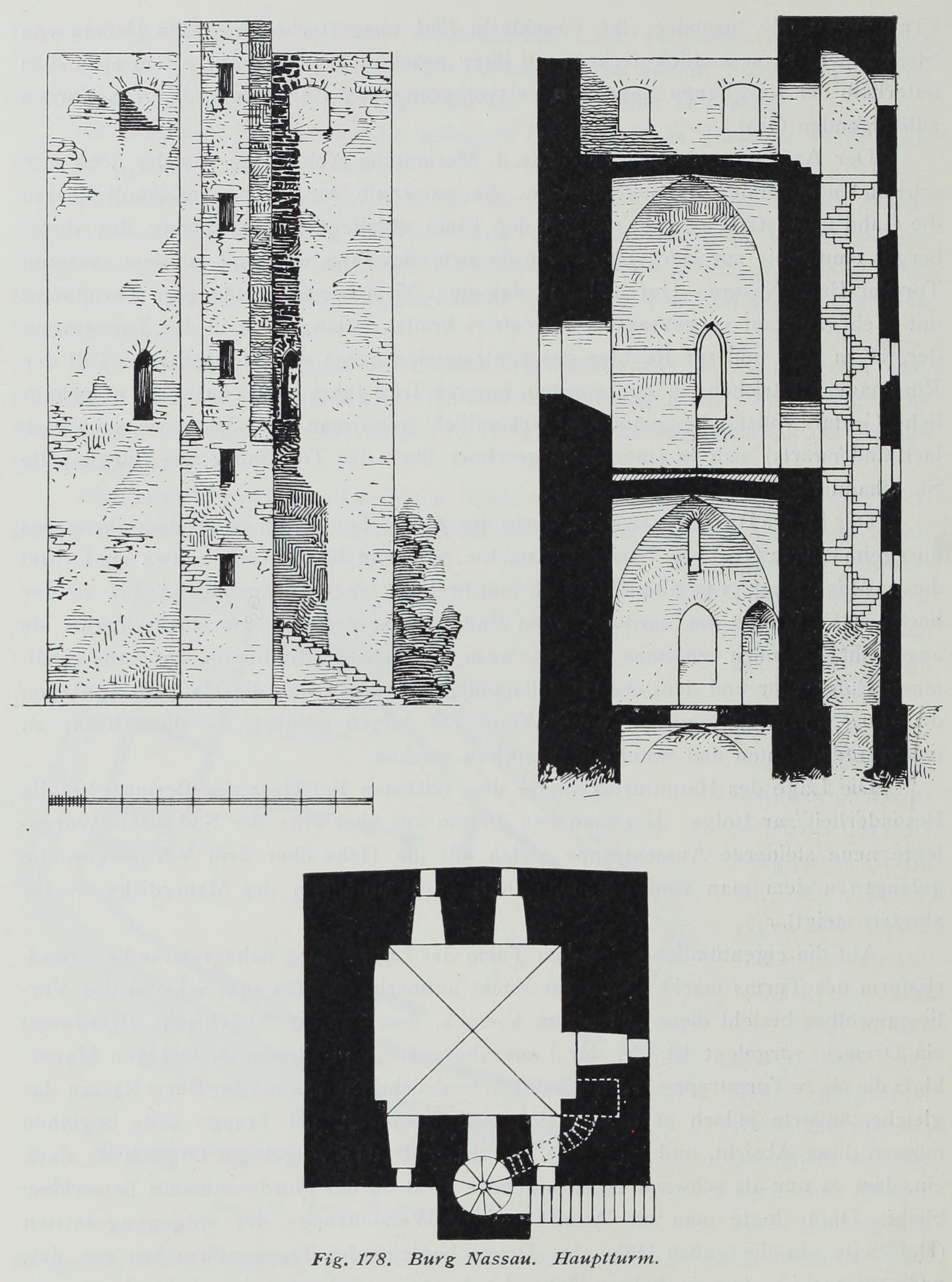
Схема пятиугольной башни-донжона

Укрепления Нассау впервые упоминаются в документах 1093 года. Причём речь идёт о первом этапе основании аббатства Лаах, а владельцем замка назван граф Дудо фон Лауренбург, который считается основателем дома Нассау. Однако, ряд историков считает документ подделкой, созданной в более поздние времена представителями Нассауской династии для того, чтобы их род признали более древним. Гарантированное время существования замка можно определить около 1100 года. Согласно документам в 1120 году Рупрехт I фон Лауренбург (также Руперт I) и его брат Арнольд I овладели холмом Нассау и каменной башней, построенной на нём. Братья реконструировали и расширили укрепления. А в 1124 году превратили их в полноценный замковый комплекс.
Однако, так как замок в то время формально находился на земле Вормского епископства, то начался спор о праве двух братьев на владение укреплениями с управляющим кафедрального собора в Вормсе. Прошло много лет. Но, как явствует из документов, то и в 1159 году через посредничество Трирского архиепископа Хиллина фон Фальмагне тяжба не завершилась. Со временем семья графов фон Лауренбургов отказалась от своих аллодиальных владений, а взамен получила замок Нассау, кафедру архиепископа Нассау и сеньорию. С тех пор представители рода фон Лауренбург стали именовать себя «графами Нассау». Впервые этот титул упомянут в 1160 году в связи с Генрихом I фон Нассау.
У его знаменитого двоюродного брата Генриха II, с характерным прозвищем «Богатый», имелся уже роскошный дворец, построенный в позднероманском стиле между 1220 и 1230 годами.
1255 графство Нассау пришлось разделить между двумя сыновьями Генриха, братьями Вальрамом II и Оттоном I. Однако непосредственно замок Нассау остался в совместной собственности двух братьев. Таким образом он стал владением, которое в Германии называли ганербенбургом.
В первой половине XIV века была перестроена главная башня в пятиугольный 33-метровый бергфрид. С веками это строение стало своеобразной визитной карточкой замка. В 1346 году упоминалась вторая крепостная башня. Но к сегодняшнему дню от неё ничего не осталось. 
Во второй половине XIV века разгорелась кровавая вражда между Рупрехтом VII фон Нассау-Зонненберг (из вальрамишской линии Нассау) и его родственником Иоганном I фон Нассау-Дилленбург (графом Нассау), который был главой оттонской линии рода. К 1372 году из-за конфликта здания замка оказались серьёзно повреждены. 

### Новое время

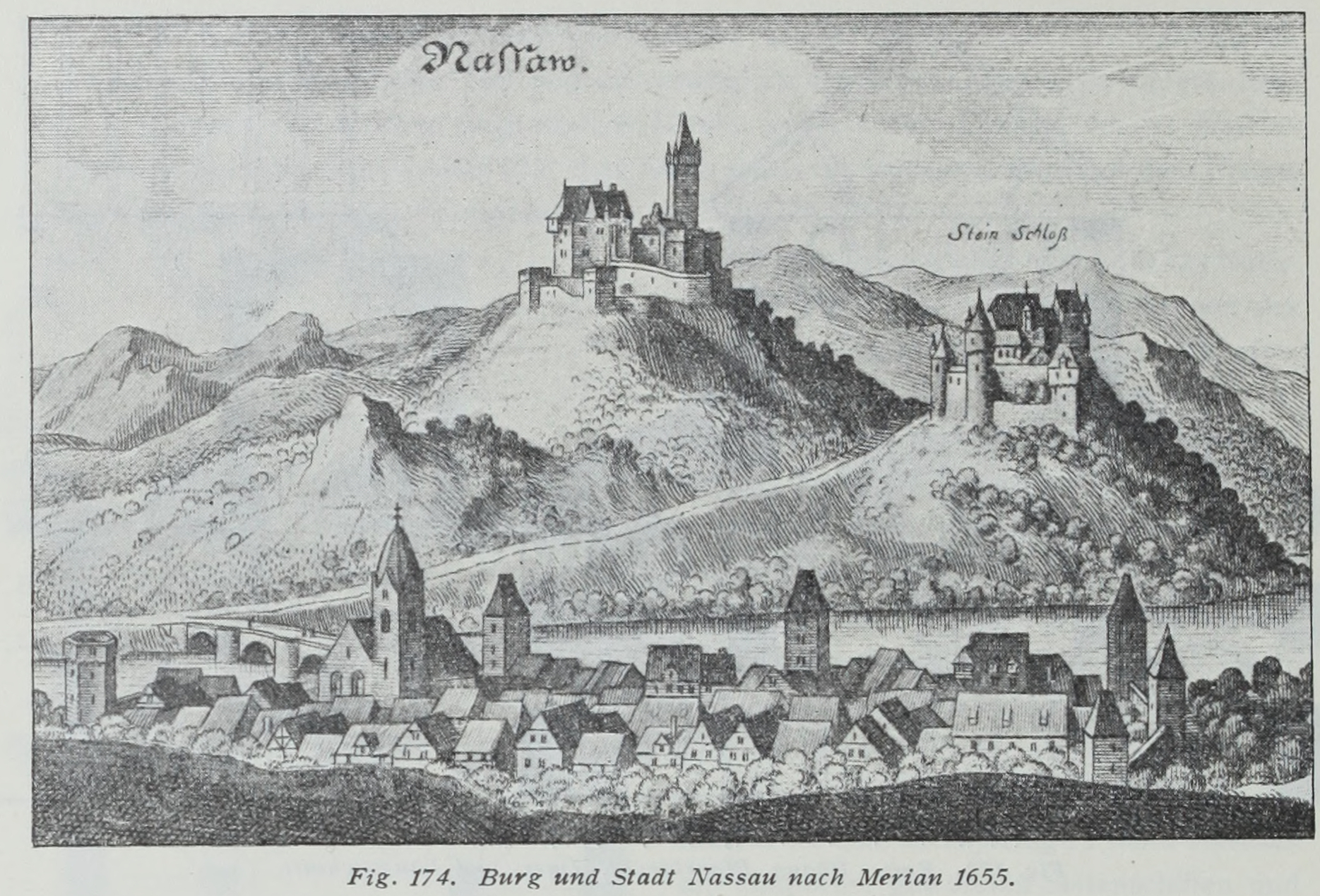
Вид замка Нассау на рисунке 1655 года

Замок Нассау был заселён до конца Средневековья. Но сначала он потерял статус графской резиденции, а затем оказался фактически заброшен. Башни, стены и здания начали постепенно разрушаться.
Тем не менее замок оказался достаточно прочным. Гравюра Маттеуса Мериана XVII века демонстрирует внешне вполне целый дворец и крепостные сооружения. 

### XX век
На завершающем этапе Второй мировой войны замок получил реальные разрушения в ходе боевых действий. 
в 1965 году замок Нассау перешёл в собственность администрации Дворцом и Замков земли Рейнланд-Пфальц (в настоящее время организация именуется Burgen, Schlösser, Altertümer Rheinland-Pfalz). Долгое время средств на реставрацию не хватало. Когда наконец в 1970 году доступ к руинам был открыт для посетителей, то многие оказались разочарованы: от кольцевой системы внешних стен почти ничего не осталось.
С 1976 года началось полноценное восстановление главной башни. Были отреставрированы бойницы, лестницы, а наверху восстановлена шатровая крыша. Важным источником сведений о прежнем облике бергфрида стали старинные гпавюры с изображением замка. Кроме прочего, после ремонтных работ был открыт проход в подземные помещения под башней.
Важный этап реконструкции бывшего дворца пришёлся на период с 1979 по 1980 год. В частности, были восстановлены позднеготические арки окон.

## Современное использование
Крепость является популярным туристическим объектом местного значения. Посещение руин и башни возможно с апреля по октябрь. Лестничная башня на восточной стороне ведёт к круговой смотровой галерее, с которой открывается впечатляющий вид на Нассау и окрестности. На третьем этаже главного здания крепости расположен специальный зал, где предусмотрено проведение процедуры официального бракосочетания. 
В здании дворца функционирует ресторан.

## Галерея

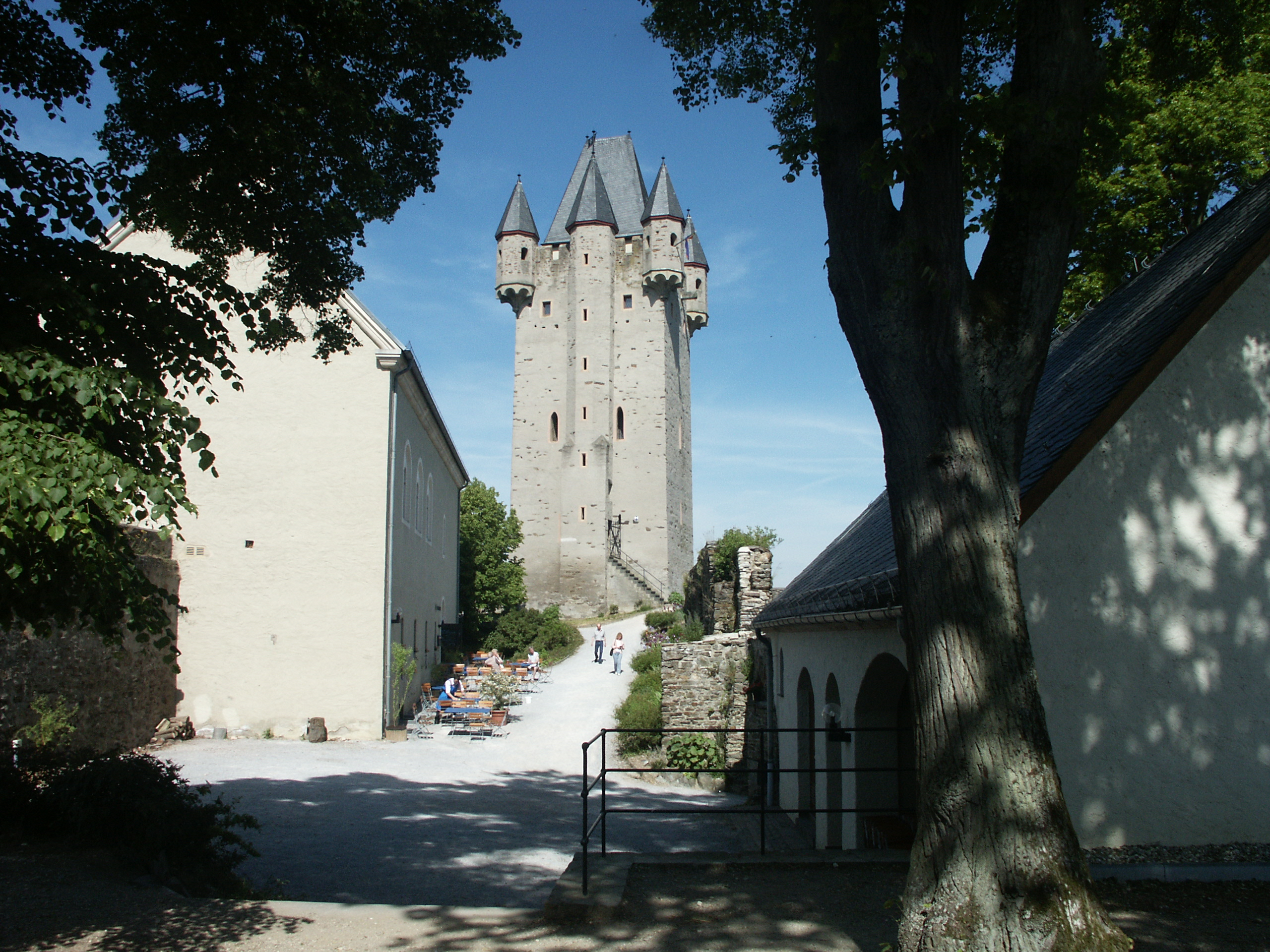
Дорога, ведущая к замку
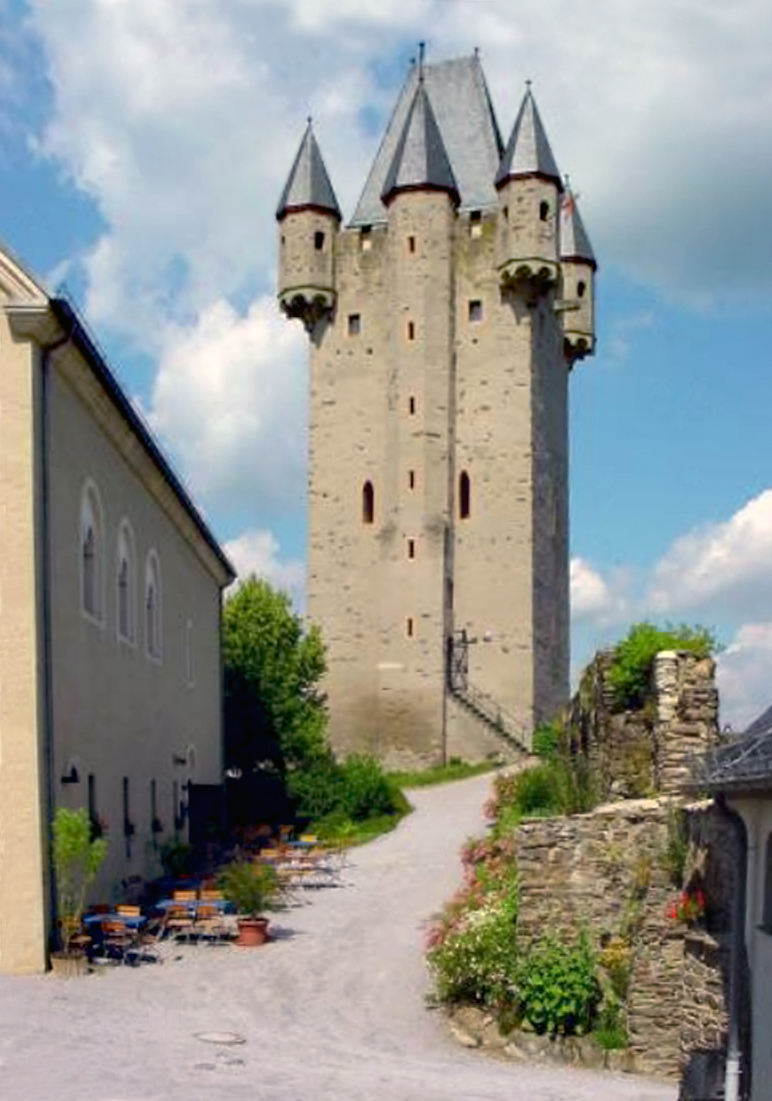
Бергфрид замка
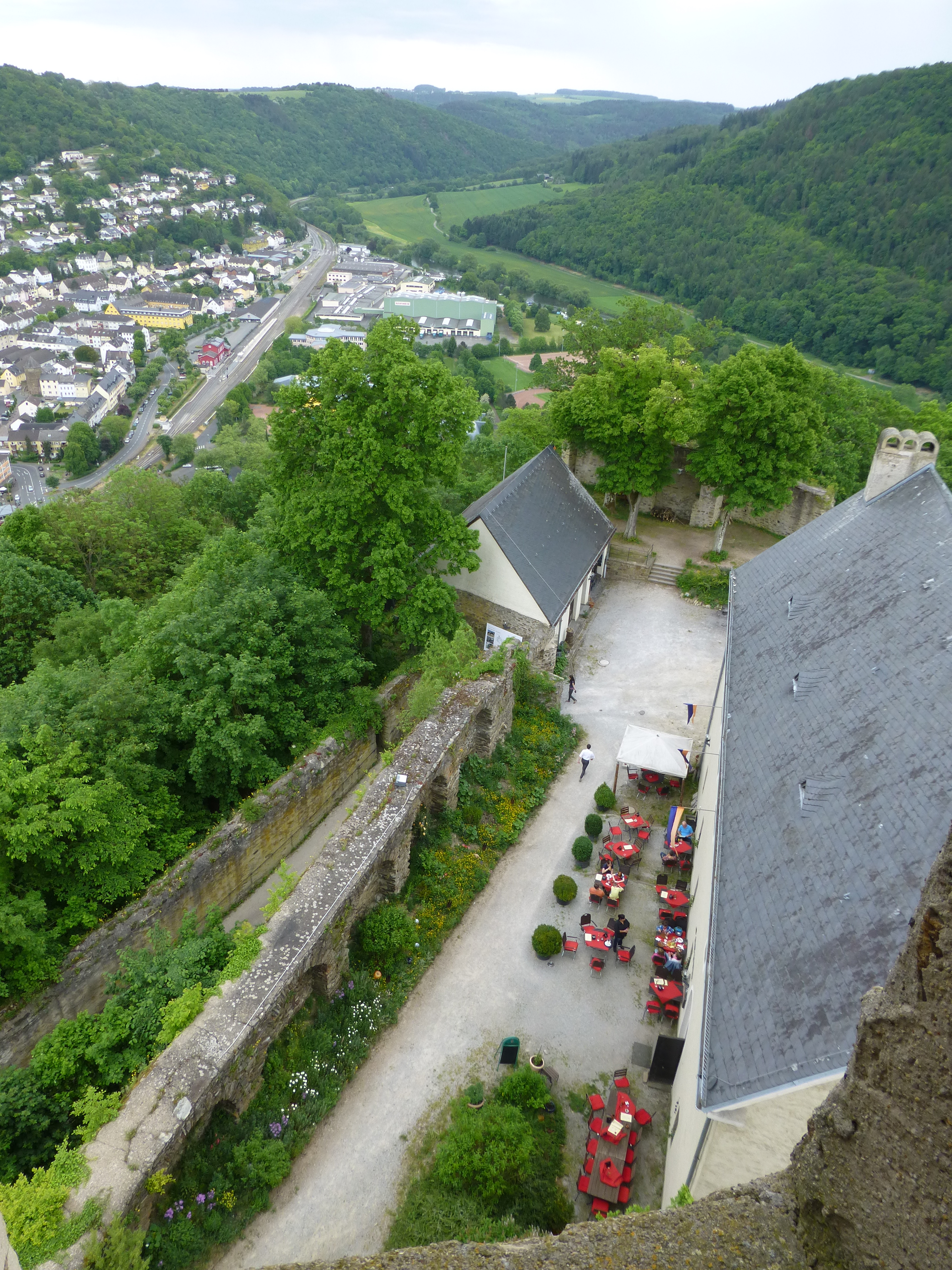
Вид с высоты замковой башни
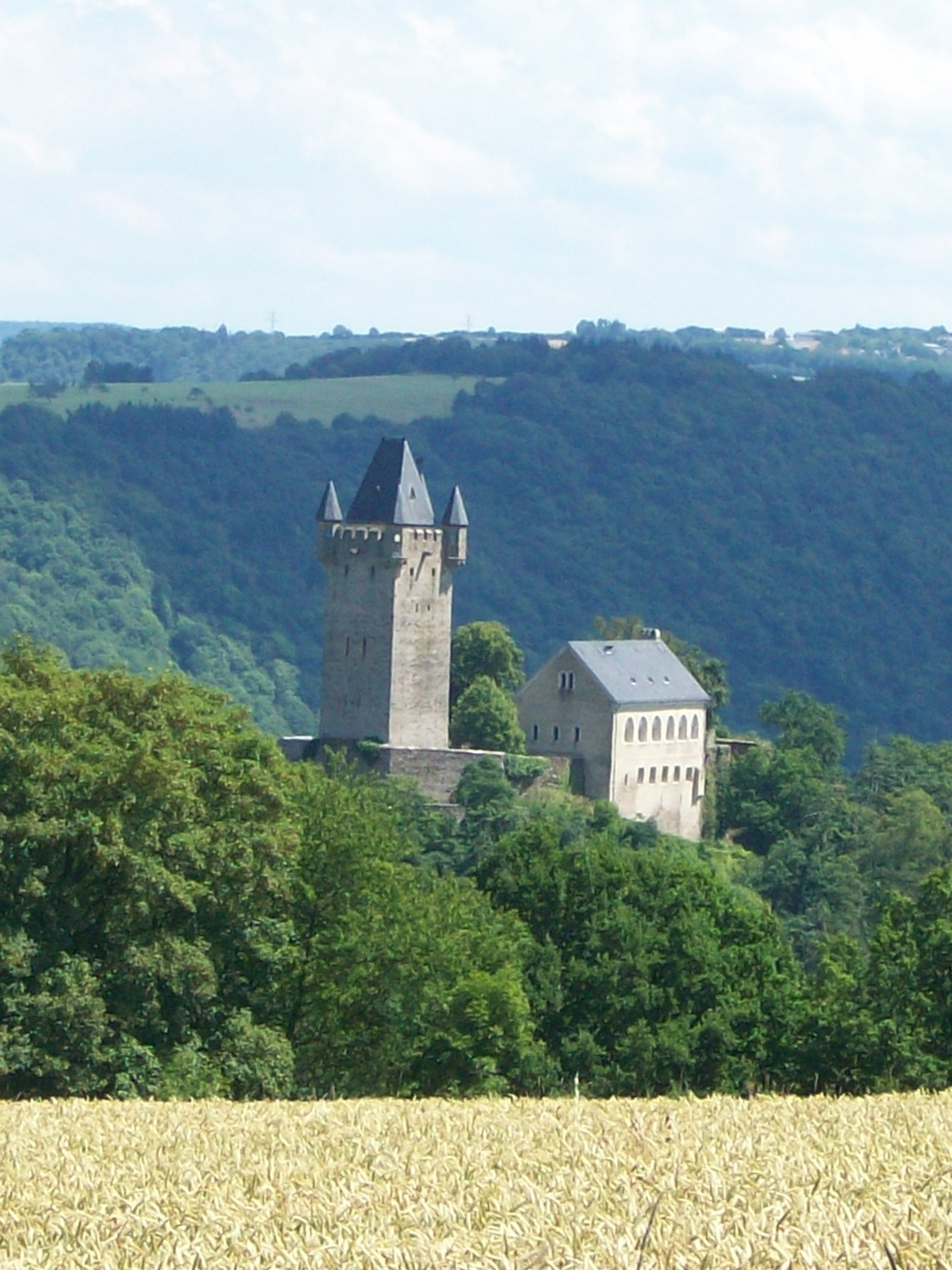
Вид замка с соседней горы
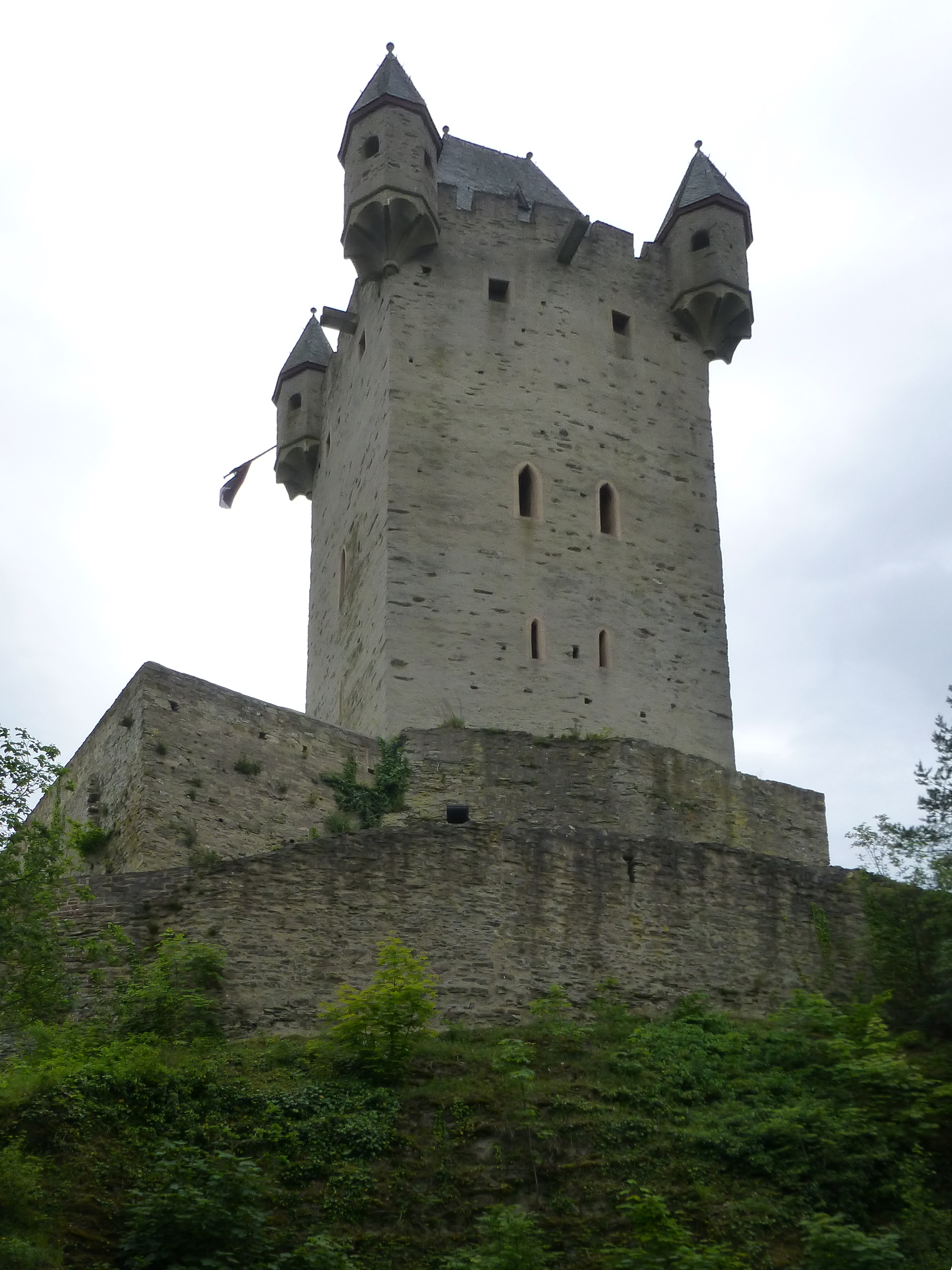
Бергфрид с угловыми башенками; вид снизу